# 1001 Ways to Beat the Draft

Bìa của cuốn sách

1001 Ways to Beat the Draft là một tập sách nhỏ châm biếm phản đối Chiến tranh Việt Nam được viết vào năm 1966 bởi Robert Bashlow và Tuli Kupferberg. Nó cũng được xuất bản dưới dạng sách.
Văn bản xoay quanh hàng chục cách mà những người đàn ông trẻ phải đối mặt với nghĩa vụ quân sự trong Chiến tranh Việt Nam. Kupferberg không để xã hội bị tổn thương hơn trong tập sách nhỏ về phản chiến này, được coi là một trong những ấn phẩm phản chiến đáng chú ý nhất.  Donald L. Simons, trong cuốn tự truyện I Refuse: Memories of a Vietnam War Objector, đã viết "Không thể xác định có bao nhiêu người đàn ông đã đánh lừa thành công hệ thống, nhưng những câu chuyện về những nỗ lực và cách thực hiện nó, đã trở thành một phần của nền văn hóa thập niên 60. Các ví dụ nổi tiếng nhất là bài hát dân gian cổ điển của Arlo Guthrie, "Alice's Restaurant" và cuốn sách 1001 Ways to Beat the Draft.
Cuốn sách nhỏ được xuất bản lần đầu bởi Oliver Layton Press, New York; Kupferberg cũng đã in nó dưới nhãn hiệu xuất bản của mình, Birth Press, và một phiên bản minh họa từ Grove Press ra mắt vào năm 1967. Kupferberg đã xuất bản các tập sách châm biếm khác ở các hình thức tương tự, bao gồm 1001 Ways to Live Without Working và 1001 Ways to Make Love.
Một đoạn trích đã được bao gồm trong Portable Beat Reader của Viking Press.

## Đoạn trích
1. Grope J. Edgar Hoover in the silent halls of Congress.
2. Get thee to a nunnery.
3. Fly to the moon and refuse to come home.
4. Die.
5. Become Secretary of Defense.
6. Become Secretary of State.
7. Become Secretary of Health, Education and Welfare.
8. Show a li'l tit.
9. Castrate yourself.
10. Staple your eyelids shut.
11. Move to Canada.
12. Fake mental retardation.
13. Fake a medical condition
14. Fake a severe medical condition
15. Dig a hole and hide...